# 金属无机框架材料
金属无机框架材料或金属无机骨架材料（英语：Metal Inorganic Frameworks，缩写：MIF）是新材料在金属無机材料中的一个重要分类。MIF是新无机材料中研究最热门的一个领域。它們是配位聚合物的子類，其特點是通常是多孔的。它們是金属有机框架材料(MOF)的無機對應物。

## 歷史
米隆碱(Millon's base)自20世紀初就為人所知，可被視為 MIF 。 

## 連接體
帶有 Borazocine 連接體(Linker)的 MIF 是為儲氫而開發的 。  Cu2I2Se6 具有 Se6 連接體。 有許多帶有 pnictogen 連接體的 MIF。